# Cherukupalle
Cherukupalli (tên chính thức Cherukupalle H/O Arumbaka mandal) là một mandal thuộc huyện Guntur, bang Andhra Pradesh, Ấn Độ. It is under the administration of Tenali revenue division of the district. The village of Cherukupalle is the administrative seat of the mandal.